# Dotter Sion, fröjda dig
Dotter Sion, fröjda dig är en psalmmelodi ur  Georg Friedrich Händels oratorium Judas Maccabaeus från 1745 (HWV 63). Psalmen har två 6-radiga verser. Texten är i meterklass 7 och sjungs som advents- och julsång.
Sångens tyska text  Tochter Zion, freue dich är författad ca 1820 av en evangelisk teolog Friedrich Heinrich Ranke (1798-1876) i Erlangen. Han skrev sångtexten på grund av Bibelns texter (Sakarja 9:9, Matt. 21: 1-9, Jesaja 9; 5) så, att den passade in i Händels melodi. Texten publicerades 1826 i samlingen "Christliche, liebliche Lieder"  i Hamburg. Sången var avsedd i samlingen som för palmsöndagen.
Musiken av Händel används även till psalmen Ge Jesus äran, frälsta mänsklighet.

## Publikation
- Sionstoner 1889 som nr 19 under andra rubriken "Frälsningens förverkligande genom Kristus".
- Hemlandssånger 1891 som nr 22 under rubriken "Högtiderna".
- Finlandssvenska psalmboken 1986 som nr 7 under rubriken "Adventssånger".
- Julens önskesångbok, 1997, under rubriken "Advent".